# Kepler-38
Kepler-38 eller KOI-1740, är en dubbelstjärna belägen i den mellersta delen av stjärnbilden Lyran. Den har en skenbar magnitud av ca 14,3 och kräver ett kraftfullt teleskop för att kunna observeras. Baserat på parallax enligt Gaia Data Release 3 på ca 0,82 mas, beräknas den befinna sig på ett avstånd på ca 3 970 ljusår (1 220 parsek) från solen.

## Egenskaper
Primärstjärnan Kepler-38 A är en gul till vit stjärna i huvudserien av spektralklass G V. Den har en massa som är ca 0,95 solmassa, en radie som är ca 1,76 solradier och har en effektiv temperatur av ca 5 600 K. Följeslagaren är stjärna av spektraltyp M med en massa av ca 0,25 solmassa och en radie av ca 0,27 solradie. Stjärnorna är separerade med 0,147 AE och har en excentrisk omloppsbana kring ett gemensamt centrum med en omloppsperiod av 18,8 dygn.

## Planetsystem
År 2012 upptäcktes en cirkumbinär exoplanet av Neptunus storlek som passerade primärstjärnan. Uppföljande mätningar av radialhastighet gav dock inte tillräckligt med information för att avgränsa planetens massa. Planeten bekräftades med metoden för analys av transitvaraktighetsvariation.
Det är troligt att ytterligare planeter i den beboeliga zonen finns, som steniga jordplaneter, enligt simuleringar av bildandet av Kepler-38-systemet. Dessutom är banorna för alla sådana planeter troligen stabila.
| Planet | Massa | Halv storaxel (AE) | Siderisk omloppstid (d) | Excentricitet | Inklination | Radie   |
| ------ | ----- | ------------------ | ----------------------- | ------------- | ----------- | ------- |
| b      | -     | 0,4644             | 105,595                 | -             | -           | 0,39 RJ |